# 기상 관측선
기상 관측선(氣象 觀測船, weather ship)은 해양에서 기상 관측을 실시하는 선박이다. 1960년대 이후 기상 관측선은 인공위성, 장거리 항공기, 기상 관측용 부표 등으로 대체되어 가고 있다.

## 각국의 기상 관측선

### 대한민국
대한민국은 2008년부터 2011년까지 133억 원을 들여 498t급 기상 관측선을 건조했다. 최대 탑승 인원은 47명, 길이는 64m, 최대 시속은 33km이며 이름은 기상 1호다. 주로 황해를 중심으로 활동하며 필요에 따라 남해, 동해와 연근해로 이동하는데 1년에 160일 안팎을 운항한다.
하지만 규모가 한정되어 있고 연안 해역을 집중적으로 운항하다 보니 대양 관측은 거의 이루어지지 못한다는 단점이 있다.

### 일본

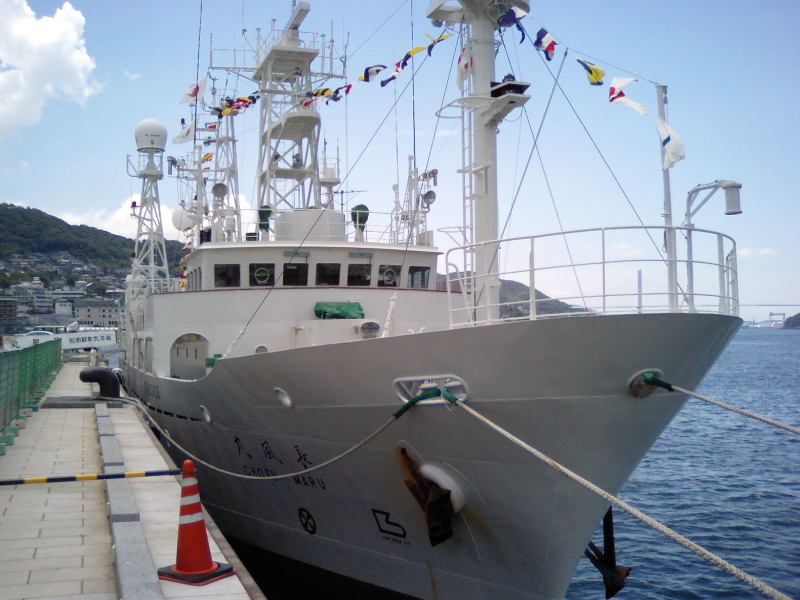
2010년에 은퇴한 조후마루(長風丸). 일반에 공개하기 위해 함기 총장식이 장식되어 있다.

일본은 1920년대부터 선박을 이용한 기상 관측을 실시했으며 1937년 대형 기상 관측선 초대 료후마루(凌風丸)를 건조했다. 2010년 8월 기준으로 3대 료후마루와 게이후마루(啓風丸) 등 두 척을 운용하고 있다. 두 배의 규모는 1380t과 1483t이다. 두 기상 관측선은 모두 적도나 동경 165도에 이르는 북서태평양을 항해하며 해상 기상과 해양 관측을 실시하고 있다. 과거에는 소형 기상 관측선이 세 척 더 있었지만 2010년 3월에 은퇴했다.